# Marquand (Missouri)
Marquand è un comune degli Stati Uniti d'America, situato nello Stato del Missouri, nella contea di Madison.